# توافر حيوي

التوافر الحيوي المطلق عبارة عن نسبة المناطق الواقعة تحت المنحنيات. IV = الوريد، PO = طريق الفم.

التوافر الحيوي أو التوافر البيولوجي في علم الأدوية هو نسبة الدواء الذي يمتص ويصل فعليًا دون تغير لبلازما الدم في حالة الدوران للجرعة الفعلية التي أعطيت للشخص، وعادة ما يعد التوافر الحيوي للجرع التي تعطى عن طريق الوريد مساو للنسبة 1.(BA) هو نوع من الامتصاص الجرعة من الدواء دون تغيير حتى تصل إلى الدورة الدموية النظامية، يكون التوافر البيولوجي بنسبة 100٪.
أما الجرع التي تعطى عن طريق العضل فتعطى نسبًا أقل من 1 (لأن اعتبارها 1 يعبر عن نسبة مثالية من الصعب الحصول عليها) لكن هناك حالات لا تحدث فيها هذه النسبة بسبب التقويض الذي يحصل أغلبه في الكبد أو في أعضاء الجسم الأخرى.
أما عن طريق الفم فالنسب تتفاوت حسب نوع الدواء وتمثله وتقويضه في الجسم، لذلك كثيرًا ما تقارن الجرع بين جرعها وتوافرها الحيوي عن طريق الوريد (إن وجد - بسبب عدم إمكانية استخدام هذا الطريق لكل الأدوية) وعن طريق الفم أو الحقن العضلي أو طريق الشرج وغيرها.

## تعريفات

### في علم الصيدلة
في علم الصيدلة، التوافر الحيوي هو قياس لمدى وصول الجرعة الدوائية إلى الجهاز الدوري أو بمعنى آخر إلى الدورة الدموية.
وتعطى بالرمز أو الحرف f (أو، إذا عبر عنها بالنسبة المئوية بالحرف F).

### في علوم التغذية
في علوم التغذية، والتي تغطي كمية من المواد الغذائية والمكونات غير الدوائية، فان مفهوم التوافر البيولوجي يفتقر إلى معايير واضحة المعالم كما في صناعة المستحضرات الصيدلانية. التعريفات الدوائية لا تنطبق على هذه المواد لاستخدامها واستيعابها تحت الحالة التغذوية والحالة الفسيولوجية للمواد، مما أدى إلى خلافات أكبر حتى من فرد إلى آخر (التباين الداخلي للفرد).
لذا، يمكن تعريف التوافر البيولوجي للمكملات الغذائية بأنه النسبة من هذه المادة الغذائية الممتصة والمتاحة للاستخدام أو التخزين.في كلا من الصيدلة وعلوم الأغذية، يقاس التوافر الحيوي عن طريق حساب المساحة تحت المنحنى (AUC) مع زمن تركيز الدواء.

### في العلوم البيئية
التوافر الحيوي هو عاملا شائعا مقيدا لعملية إنتاج المحاصيل (لمحدودية قابلية الذوبان أو امتصاص النبات للعناصر الغذائية من التربة) وإزالة المواد السامة من السلسلة الغذائية بواسطة الكائنات الدقيقة (بسبب الامتصاص أو تقسيم المواد القابلة للتحلل في خلاف ذلك لا يمكن الوصول إليها في مراحل البيئة). الأمثلة الجديرة بالذكر للزراعة في النبات هو نقص الفسفور الذي يحدثه ترسيب الحديد وفوسفات الألومنيوم في pH التربة المنخفضة وترسيب فوسفات الكالسيوم في التربة عالية pH
.
المواد السامة في التربة، مثل الرصاص من الدهانات يمكن اعتبارها غير متوفرة لتتعاطاها الحيونات كالتربة الملوثة بكثرة الاسمدة الفسفورية  الملوثات العضوية مثل المبيدات الحشرية أو المذيبات تكون غير متوفر للتتناولها الكائنات الدقيقة وهكذا تستمر في البيئة وتمتزها معادن التربة المواد العضوية.

## التوافر الحيوي المطلق

التوافر الحيوي المطلق عبارة عن نسبة المناطق الواقعة تحت المنحنيات. IV = الوريد، PO = طريق الفم.

{\displaystyle F={\frac {[AUC]_{po}*dose_{IV}}{[AUC]_{IV}*dose_{po}}}}

## التوافر الحيوي النسبي
يقيس التوافر الحيوي (مقدراً بالمساحة تحت المنحني أو ال AUC) لدواء معين مقارنة مع شكل آخر لنفس الدواء -عادةً معيار ثابت- أو عبر طريق ادخال آخر.
عندما يدخل الشكل المعياري عن طريق الحقن الوريدي فيسمى «التوافر الحيوي المطلق».
{\displaystyle {\mathit {relative\ bioavailability}}={\frac {[AUC]_{A}*dose_{B}}{[AUC]_{B}*dose_{A}}}}

## العوامل المؤثرة في التوافر الحيوي
- الاستقلاب الكبدي الأول First Pass Hopatic Metabolism :

زيادة استقلاب الدواء في الكبد يؤدي إلى نقصان التوافر الحيوي والعكس صحيح. حيث أن غالب المستقلبات تكون غير فعالة.
- ثباتية الدواء:

مثلاً عند إعطاء الدواء عن طريق الفم من الممكن أن يتخرب بالأنظيمات الهاضمة أو بالحموضة المعدية.
مما يقلل من توافره الحيوي.
- انحلالية الدواء بالسائل المعدي المعوي:

حتى يعبر السائل الغشاء يجب أن يكون منحلاً بالسائل المعدي المعوي أي أن يكون منحلاً بالماء، وحتى يمر عبر الغشاء إلى الدوران يجب أن يكون بشكله غير المتشرد وأن يكون منحلاً بالدسم.
إذاً فحتى يمتص الدواء يجب ألا يكون شديد الانحلال بالدسم أو بالماء.
(إذا توفرت الشروط لحدوث نقل فعال فعندها لا يشترط الانحلال بالدسم).
- طبيعة المستحضر (المركب) الدوائي:

لها دور في عبور الغشاء الخلوي والانحلال، وبشكل عام بالتوافر الحيوي.

## علوم التغذية الحقيقة وشاملة التوافر الحيوي
هنالك طريقة واحدة لحل هذه المشكلة وهي تحديد «التوافر الحيوي الحقيقي» كنتائج إيجابية التوافر الحيوي (وهو استيعاب تلبية لمعايير محددة مسبقا) التي تتضمن 84٪ من المواد التجريبية المواد البحثية و «التوافر الحيوي الشامل» الذين يتضمنان 98٪ من العينات الاختبارية. هذا الإطار الحقيقي الشامل يطور الاتصال بين الاطباء والمستهلكين مثال لذلك إذا احتوى أحد المنتجات على ديباجة تظهر اخذت خيارات وفوائد المثقفين للصياغة لهم مباشرة.
.

## اقرأ أيضاً
- طرق إعطاء الدواء
- إيه دي إم إي
- تكافؤ حيوي
- تأثير المرور الأولي

## وصلات خارجية
- Routes of Drug Administration
- Bioavailability of Drugs